# Enrico d'Orléans (duca 1822)
Enrico Eugenio Filippo Luigi d'Orléans (Parigi, 16 gennaio 1822 – Lo Zucco, 7 maggio 1897) è stato un nobile, politico e generale francese, duca d'Aumale.

## Biografia

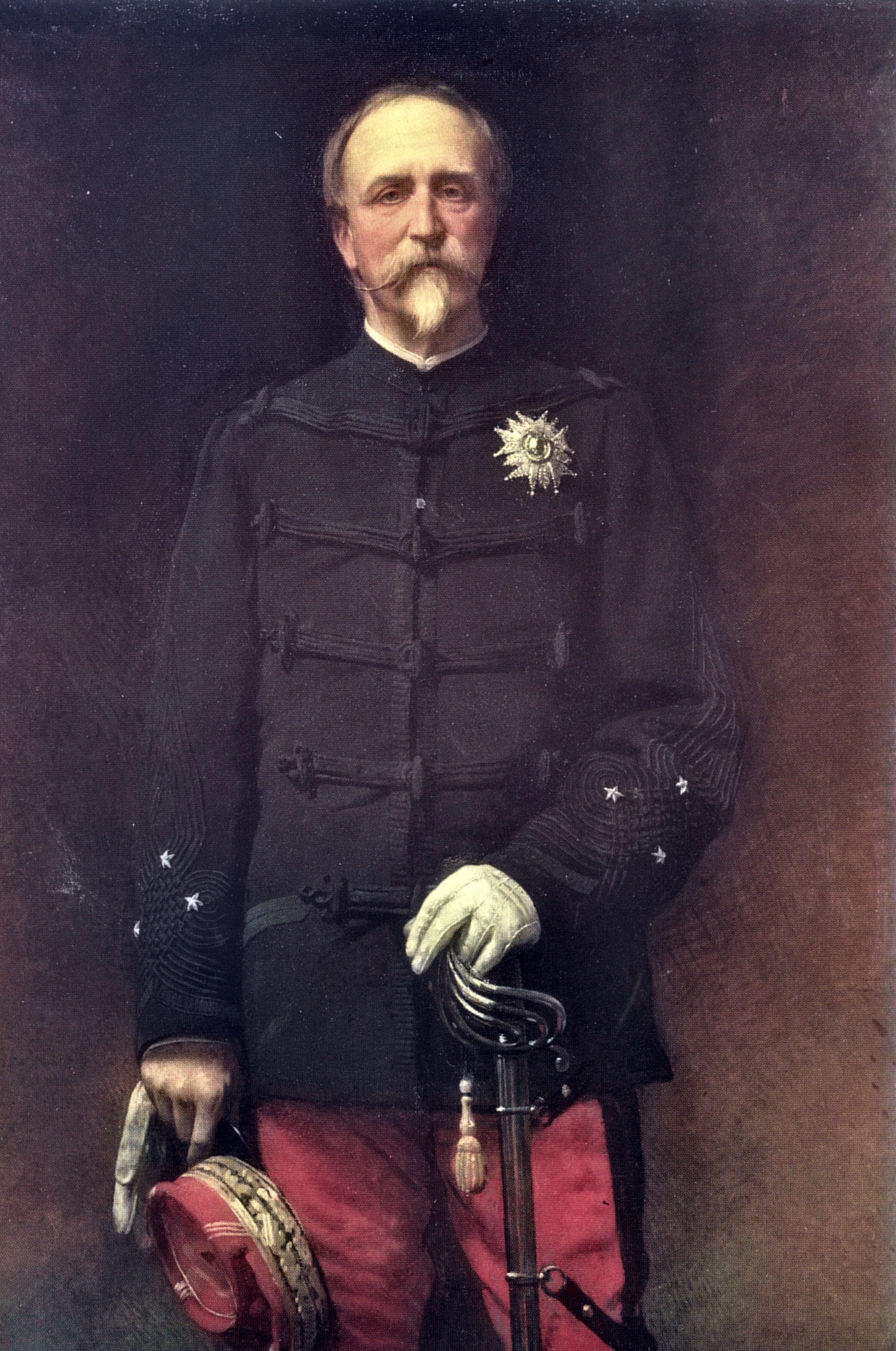
Enrico d'Orléans con l'uniforme della Legion d'onore, ritratto da Léon Bonnat nel 1880

Enrico d'Orléans era figlio di Luigi Filippo d'Orléans (1773-1850), al tempo della sua nascita duca di Chartres, e della principessa Maria Amalia di Borbone-Due Sicilie (1782-1866). Nel 1830 suo padre divenne re di Francia con il nome di Luigi Filippo I. Enrico fu un militare durante il regno del padre e dopo l'abdicazione di Luigi Filippo (24 febbraio 1848) fu un rappresentante della monarchia costituzionale e capo della fazione orléanista tesa a perseguire il ritorno della Casa d'Orléans al potere in Francia. All'età di otto anni ereditò una grande fortuna: le proprietà e i capitali dell'ultimo Principe Condé, di cui era figlioccio.
Fu educato dai genitori con grande semplicità. Studiò al Lycée Henri-IV. All'età di 17 anni entrò nell'esercito col grado di capitano e si distinse nelle campagne di Algeria, legando il suo nome alla conquista della smala di Abd el-Kader (maggio 1843). Governatore d'Algeria nel 1847, si rifugiò in Inghilterra dopo la rivoluzione che rovesciò Luigi Filippo. Si dedicò a studi storici e militari. Come capo della Casa d'Orléans polemizzò con Napoleone III che aveva criticato gli Orléans. Visse spesso in Italia, dove possedeva a Palermo il Palazzo d'Orléans e nei pressi il feudo dello Zucco; il palazzo d'Aumale, a Terrasini, è attualmente la sede del Museo regionale di Storia Naturale.
Allo scoppio della Guerra franco-prussiana (1870) si offrì volontario nell'esercito francese, ma la sua offerta fu declinata. Dopo la battaglia di Sedan tornò in patria, fu eletto deputato dell'Oise e membro dell'Académie française succedendo a Charles de Montalembert. Nel 1873 riottenne il grado di generale di divisione e presiedette la corte marziale che condannò a morte François Achille Bazaine. Dopo essere stato nominato comandante del VII corpo d'armata a Besançon, nel 1879 si ritirò dalla vita politica e divenne ispettore-generale dell'esercito. Nel 1883 venne congedato dall'esercito, come tutti i discendenti delle antiche case regnanti francesi.
In base alla legge del 23 giugno 1886, come tutti gli appartenenti alle case reali, gli fu vietata l'assunzione di cariche pubbliche; la protesta al presidente Jules Grévy si risolse in un secondo esilio che durò trentadue mesi, fino al marzo 1889. La revoca dell'esilio fu giustificata dall'aver donato nel 1884 il castello di Chantilly, perfettamente restaurato, il relativo parco con scuderie, e una raccolta di quasi mille dipinti di autori famosi, libri antichi e incunaboli (già posseduti da Gaetano Melzi) e numerose altre opere d'arte al Musée Condé. Morì quello stesso anno nel feudo dello Zucco (allora nel territorio di Giardinello), in Sicilia e fu seppellito a Dreux, nella cappella degli Orléans.

## Matrimonio e figli

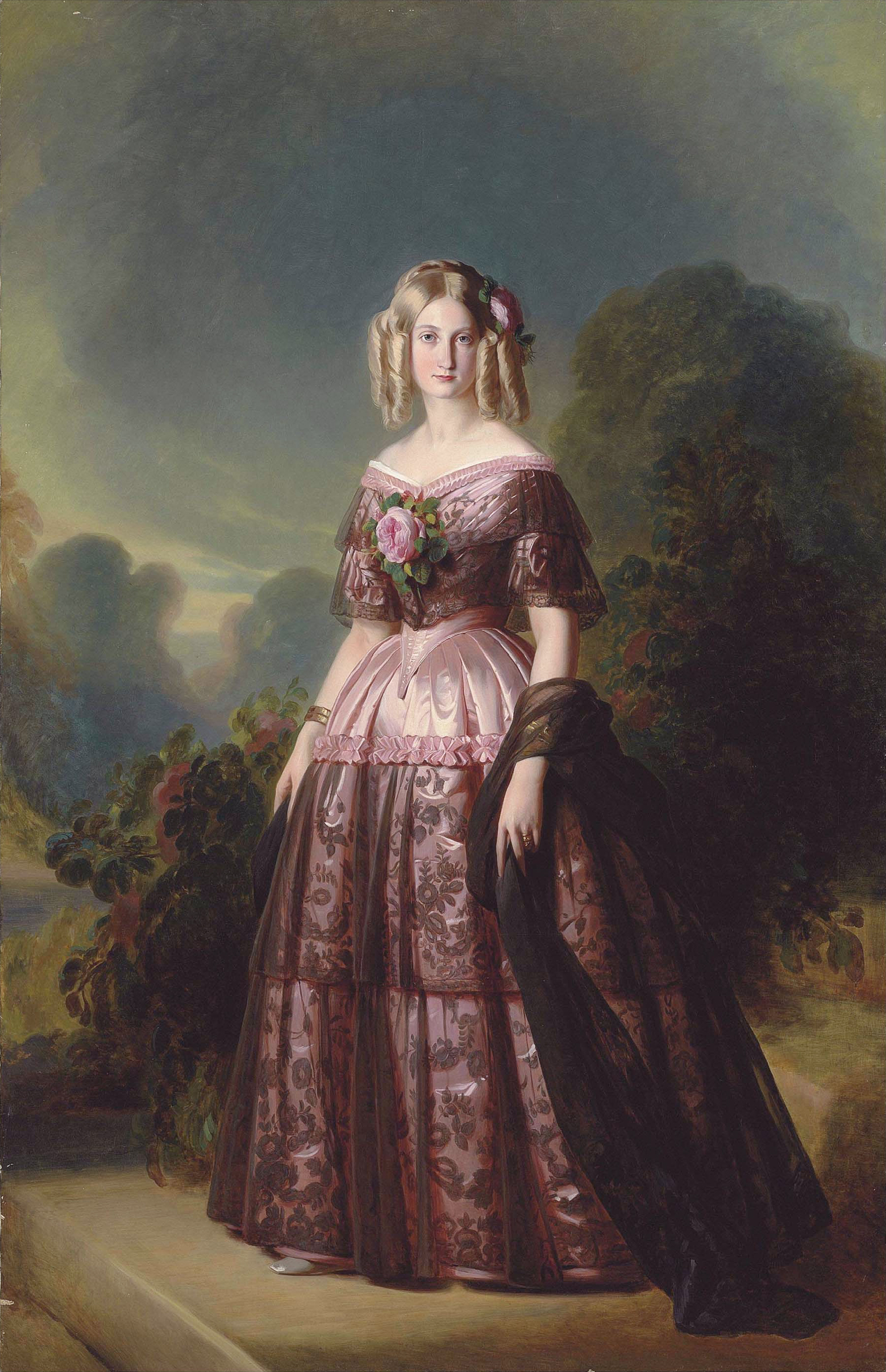
Maria Carolina di Borbone-Due Sicilie

Aveva sposato nel 1844 Maria Carolina Augusta (1822-1869), figlia di Leopoldo di Borbone-Due Sicilie, principe di Salerno e dell'arciduchessa Maria Clementina d'Austria.
La coppia ebbe quattro figli, ma solo due raggiunsero l'età adulta:
- Luigi, principe di Condé (15 novembre 1845 - 24 maggio 1866)
- Enrico, duca di Guisa (11 settembre 1847 - 10 ottobre 1847)
- Francesco, duca di Guisa (11 gennaio 1852 - 15 aprile 1852)
- Francesco, duca di Guisa (5 gennaio 1854 - 25 luglio 1872)

## Opere
- Henri d'Orleans, duc d'Aumale, Les zouaves et les chausseurs a pied, Bruxelles: Meline Cans e comp., 1855
- Henri d'Orleans, duc d'Aumale, Justification de la famille Orleans contre l'attaque du prince Napoleon, Paris: Naumbourg, chez G. Paetz, 1861
- Henri d'Orleans, duc d'Aumale, Lettre sur l'histoire de France: adressee au prince Napoleon par le duc d'Aumale, Londres: W. Jeffs, 1861
- Henri d'Orleans, duc d'Aumale, Ecrits politiques 1861-1868: lettre sur l'histoire de France, adressee au prince Napoleon (1861), lettres de Verax, I serie (1865), II serie (1866), lettres de Verax, sur la deuxieme expedition de Rome (1867), Bruxelles: chez tous les libraires, 1868
- Henri d'Orleans, duc d'Aumale, Les institutions militaires de la France, Bruxelles, Leipzig, Gand: C. Muquardt, 1867
- Henri d'Orleans, duc d'Aumale, Histoire des princes De Condé pendant les XVI et XVII siecles, Paris: Calmann Levy, 1883
- Henri d'Orleans, duc d'Aumale, La bataille de Rocroy, Paris: Societe des bibliophiles francois, 1899

## Ascendenza
|                                     |                     |                                                     | Genitori                                      |  |  | Nonni |  |  | Bisnonni                           |  |  | Trisnonni                |  |
|                                     |                     |                                                     |                                               |  |  |       |  |  | Luigi Filippo I di Borbone-Orléans |  |  | Luigi di Borbone-Orléans |  |
|                                     |                     |                                                     |                                               |  |  |       |  |  | Luigi Filippo I di Borbone-Orléans |  |  | Luigi di Borbone-Orléans |  |
|                                     |                     | Augusta di Baden-Baden                              |                                               |  |  |       |  |  | Luigi Filippo I di Borbone-Orléans |  |  |                          |  |
| Filippo Égalité, Duca d'Orléans     |                     |                                                     |                                               |  |  |       |  |  | Luigi Filippo I di Borbone-Orléans |  |  |                          |  |
|                                     |                     | Luisa Enrichetta di Borbone                         | Luigi Armando II di Borbone-Conti             |  |  |       |  |  |                                    |  |  |                          |  |
|                                     |                     | Luisa Enrichetta di Borbone                         | Luigi Armando II di Borbone-Conti             |  |  |       |  |  |                                    |  |  |                          |  |
|                                     |                     | Luisa Enrichetta di Borbone                         | Luisa Elisabetta di Borbone-Condé             |  |  |       |  |  |                                    |  |  |                          |  |
| Luigi Filippo di Francia            |                     | Luisa Enrichetta di Borbone                         |                                               |  |  |       |  |  |                                    |  |  |                          |  |
|                                     |                     | Luigi Giovanni Maria di Borbone, Duca di Penthièvre | Luigi Alessandro di Borbone-Francia           |  |  |       |  |  |                                    |  |  |                          |  |
|                                     |                     | Luigi Giovanni Maria di Borbone, Duca di Penthièvre | Luigi Alessandro di Borbone-Francia           |  |  |       |  |  |                                    |  |  |                          |  |
|                                     |                     | Luigi Giovanni Maria di Borbone, Duca di Penthièvre | Marie Victoire de Noailles                    |  |  |       |  |  |                                    |  |  |                          |  |
| Luisa Maria Adelaide di Borbone     |                     | Luigi Giovanni Maria di Borbone, Duca di Penthièvre |                                               |  |  |       |  |  |                                    |  |  |                          |  |
|                                     |                     | Maria Teresa d'Este                                 | Francesco III d'Este                          |  |  |       |  |  |                                    |  |  |                          |  |
|                                     |                     | Maria Teresa d'Este                                 | Francesco III d'Este                          |  |  |       |  |  |                                    |  |  |                          |  |
|                                     |                     | Maria Teresa d'Este                                 | Carlotta Aglaia di Borbone-Orléans            |  |  |       |  |  |                                    |  |  |                          |  |
| Enrico, Duca d'Aumale               |                     | Maria Teresa d'Este                                 |                                               |  |  |       |  |  |                                    |  |  |                          |  |
|                                     | Carlo III di Spagna | Filippo V di Spagna                                 |                                               |  |  |       |  |  |                                    |  |  |                          |  |
|                                     | Carlo III di Spagna | Filippo V di Spagna                                 |                                               |  |  |       |  |  |                                    |  |  |                          |  |
|                                     | Carlo III di Spagna | Elisabetta Farnese                                  |                                               |  |  |       |  |  |                                    |  |  |                          |  |
| Ferdinando I delle Due Sicilie      | Carlo III di Spagna |                                                     |                                               |  |  |       |  |  |                                    |  |  |                          |  |
|                                     |                     | Maria Amalia di Sassonia                            | Augusto III di Polonia                        |  |  |       |  |  |                                    |  |  |                          |  |
|                                     |                     | Maria Amalia di Sassonia                            | Augusto III di Polonia                        |  |  |       |  |  |                                    |  |  |                          |  |
|                                     |                     | Maria Amalia di Sassonia                            | Maria Giuseppa d'Austria                      |  |  |       |  |  |                                    |  |  |                          |  |
| Maria Amalia di Borbone-Due Sicilie |                     | Maria Amalia di Sassonia                            |                                               |  |  |       |  |  |                                    |  |  |                          |  |
|                                     |                     | Francesco I di Lorena                               | Leopoldo di Lorena                            |  |  |       |  |  |                                    |  |  |                          |  |
|                                     |                     | Francesco I di Lorena                               | Leopoldo di Lorena                            |  |  |       |  |  |                                    |  |  |                          |  |
|                                     |                     | Francesco I di Lorena                               | Elisabetta Carlotta di Borbone-Orléans        |  |  |       |  |  |                                    |  |  |                          |  |
| Maria Carolina d'Asburgo-Lorena     |                     | Francesco I di Lorena                               |                                               |  |  |       |  |  |                                    |  |  |                          |  |
|                                     |                     | Maria Teresa d'Austria                              | Carlo VI d'Asburgo                            |  |  |       |  |  |                                    |  |  |                          |  |
|                                     |                     | Maria Teresa d'Austria                              | Carlo VI d'Asburgo                            |  |  |       |  |  |                                    |  |  |                          |  |
|                                     |                     | Maria Teresa d'Austria                              | Elisabetta Cristina di Brunswick-Wolfenbüttel |  |  |       |  |  |                                    |  |  |                          |  |
|                                     |                     | Maria Teresa d'Austria                              |                                               |  |  |       |  |  |                                    |  |  |                          |  |